# Hoyo de Manzanares
Hoyo de Manzanares es un municipio y localidad española de la Comunidad de Madrid. Se sitúa al noroeste de dicha comunidad autónoma, en la ladera sur de la homónima sierra de Hoyo de Manzanares, uno de los montes-isla más importantes de la vertiente sur de la sierra de Guadarrama, de la que dista unos diez kilómetros. El municipio cuenta con una población de 9178 habitantes (INE 2024).
Tiene una superficie aproximada de 45,31 km² y se encuentra situado a una altitud media de 1001 m sobre el nivel del mar. Limita por el oeste y norte con el municipio de Moralzarzal y con el de Becerril de la Sierra, por el este con el de Colmenar Viejo y por el sur con el de Madrid y con el de Torrelodones. En su vértice territorial sureste confluye en un hito, además de con los mencionados términos de Moralzarzal y Torrelodones, también con el de Galapagar.
La población estable llega a los 9178 habitantes (INE 2024), con una densidad de 177,27 hab/km², si bien la cifra aumenta en verano debido a la afluencia de familias con segunda residencia en esta localidad, aunque esta tendencia es cada vez menor ya que una gran parte de los propietarios están eligiendo el pueblo como domicilio habitual.
Todo el término municipal se encuentra dentro del Parque Regional de la Cuenca Alta del Manzanares que, con una extensión de 52 796 hectáreas, fue creado por la Comunidad de Madrid en 1985. Además, este espacio es Reserva de la Biosfera desde el 15 de febrero de 1993, y está catalogado como Lugar de Importancia Comunitaria en cumplimiento de la Directiva de Hábitats.
El municipio está dividido en cinco núcleos de población: el pueblo histórico, la Ciudad Residencial La Berzosa, la Urbanización Parque de Las Colinas, la colonia de El Berzalejo y la Academia de Ingenieros del Ejército. La principal vía de comunicación es la carretera M-618 que lo comunica con Torrelodones y Colmenar Viejo y que vertebra todos los núcleos citados excepto la Ciudad Residencial La Berzosa, con la que el pueblo se conecta mediante una segunda carretera que tiene consideración de avenida.
Celebra sus fiestas patronales a primeros de septiembre en honor de la Virgen de la Encina. Entre los diversos festejos destaca la tradicional Fiesta de la Caldereta, Fiesta de Interés Turístico Regional, ancestral tradición de siglos entre los ganaderos y pastores segovianos, en la que se invita a todos los asistentes a degustar, en torno a los famosos calderos en la plaza Mayor, el guiso de toro de lidia, cuya receta de ajos, aceite, coñac y algún ingrediente más constituye uno de los secretos mejor guardados de la localidad. Su prestigio atrae a gentes de toda el área metropolitana de Madrid.

## Historia
Existen pruebas de ocupación antigua, como una necrópolis probablemente visigoda, pero no es hasta la Edad Media que la comarca empieza a aparecer en fuentes documentales. Tras la reconquista, siglo XI, la repoblación se efectuó, como en otros muchos pueblos de los alrededores, por pastores segovianos en lo que supone probablemente el origen reciente de Hoyo de Manzanares: las referencias en las Relaciones topográficas de Felipe II de la ocupación hacia 1247 así lo indican. Debido a los continuos enfrentamientos entre segovianos y madrileños, el rey Alfonso X El Sabio incorporó toda la comarca a la corona, con lo cual dio al Real de Manzanares un carácter señorial y de realengo a esta comarca.
En cuanto al nombre del municipio hay que decir que en sus orígenes se conocía el municipio como El Oyo de Manzanares. Pasado los años, alrededor del 1787 la localidad aparecía con el nombre de El Hoyo de Manzanares, incorporando ya la “h”, en estos momentos ya tenía la categoría de villa. El origen de este topónimo, como el de otros “hoyos” u “ojos” puede estar relacionado con el término árabe ‘’aaiun’’ (عيون, plural de عين, ‘’ayn’’) que significa “ojos” y, de modo simbólico, fuentes o manantiales, que tan abundantes son en el término municipal.
En el siglo XV, Hoyo de Manzanares queda integrado en los bosques y montes de El Pardo como vedado de caza, hecho que supuso una reducción de la actividad ganadera y agrícola, actividades económicas principales de la época.

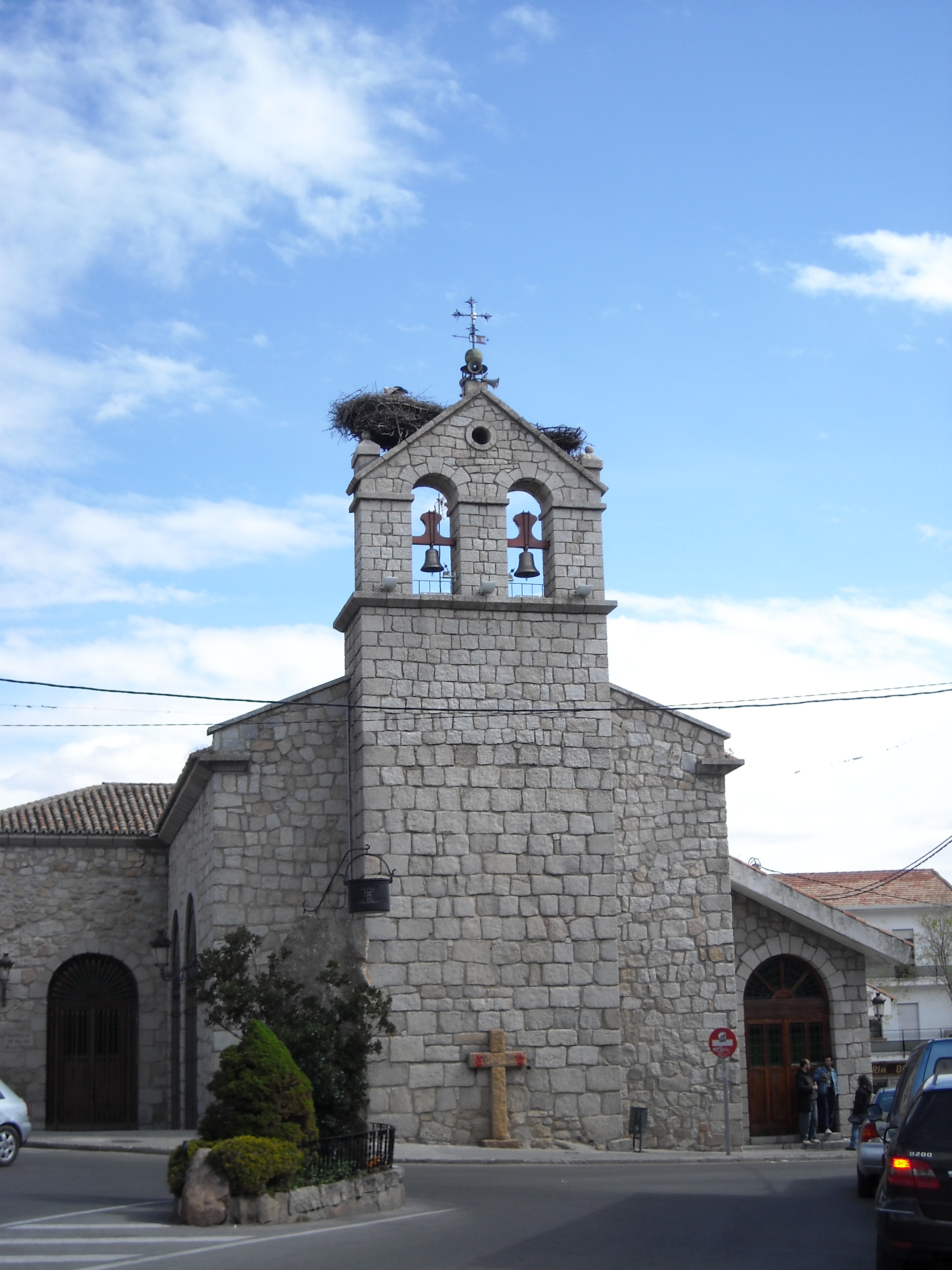
Antigua iglesia parroquial del Rosario.

En el periodo que comprenden los siglos XVI al XVIII se vuelve a producir un vacío documental, ya que los archivos existentes son destruidos en su mayor parte, al invadir Madrid las tropas de Carlos de Austria, ocupando y saqueando los pueblos de la Sierra.
En 1630 Hoyo de Manzanares recibe el título de villa, momento en el cual se independiza jurisdiccionalmente de El Real de Manzanares, del que formaba parte hasta entonces. El escudo municipal recuerda esta antigua pertenencia ya que cuenta entre sus elementos el escudo de los Lasso de la Vega transmitido al marqués de Santillana (Íñigo López de Mendoza y de la Vega). Otros municipios pertenecientes a este antiguo señorío conservan la misma huella en sus escudos municipales, como El Boalo, Miraflores de la Sierra, Colmenar Viejo o el mismo Manzanares el Real.
Ya en el siglo XVIII el catastro del marqués de la Ensenada conserva algunos datos socioeconómicos de esta época como por ejemplo, que en el año 1789 la población asciende a 400 vecinos, lo cual debe considerarse elevado en aquel entonces. El transporte de la leña y el granito producidos en Hoyo de Manzanares con destino a Madrid, constituía su actividad económica por excelencia.
Durante este siglo, se produce la desamortización de Madoz, ocasionando en Hoyo de Manzanares un importante impacto social, ya que fue uno de los municipios con mayor superficie vendida a manos privadas, en forma de grandes fincas destinadas al esparcimiento y a las actividades cinegéticas. A mediados del siglo XIX, el lugar contaba con una población censada de 452 habitantes. La localidad aparece descrita en el noveno volumen del Diccionario geográfico-estadístico-histórico de España y sus posesiones de Ultramar de Pascual Madoz de la siguiente manera:

HOYO DE MANZANARES (el): v. con ayunt. de la prov., aud. terr. y c. g. de Madrid (5 leg.), part. jud. de Colmenar Viejo (2), dióc. de Toledo (16): sit. en una ladera al pie de un cerrajon que se halla á su N. en terreno desigual y peñascoso: la combaten los vientos S. y O. y su clima es benigno y saludable; padeciéndose por lo comun algunas intermitentes: tiene 110 casas en lo general de mala construccion y muy estrechas, una plaza en donde está la casa de ayunt., taberna y cárcel; escuela de instruccion primaria comun á ambos sexos, á la que concurren de 25 á 30 niños, y 10 a 15 niñas, que se hallan á cargo de un maestro dotado con 5 rs. diarios, satisfechos por los fondos de propios; una fuente de delgadas y sanas aguas, de las cuales se utilizan los vecinos para sus usos; varios pozos también de buenas aguas; y y una igl. parr. (Ntra. Sra. del Rosario) servida por un párroco cuyo curato es de segundo ascenso y de provision en concurso. En los afueras de la pobl. se encuentran algunas alamedas que sirven de pastos; y entre E. y N. un pequeño camposanto sit. en el punto que fué ermita de Sta. Ana, no perjudica la salud pública. El térm. confina N. y O. Moralzarzal; E. Colmenar Viejo y Becerril, y S. el real. Bosque del Pardo y Torrelodones: se estiende 1 1/4 leg. de N. á S. y 1 1/4 de E. á O. y comprende un ant. torreón cuasi destruido que parece tiene comunicacion con el cast. de Manzanares y otro que hay en Torrelodones; sepulturas hechas en penas vivas; un monte bajo de chaparro, contenido en la ladera del Cerrajon, y en lo demas del terreno que circunda la v. llamado el Égido, algunas canteras de piedra; varios prados y diferentes pastos de buenas yerbas: 2 arroyos atraviesan el térm. el uno llamado de Manina que nace en el puerto de Torrecilla, y de las laderas inmediatas y después de una leg. de curso se interna en el Bosque del Pardo, y el otro titulado Trolas, nace en el Cerrajon, atraviesa el pueblo y se une con el de Torrelodones. El terreno es montuoso, con bastante peñasco, y de secano de inferior calidad. caminos: los que dirigen á los pueblos limítrofes en mal estado: el correo se recibe por balijero, de la adm. de Colmenar Viejo, los miércoles, viernes y domingos; y salen en los mismos días. prod. algun trigo, centeno, algarrobas, poca cebada, garbanzos, judias, patatas, berzas y lechugas, mantiene ganado lanar churro, vacuno, cabrio y de cerda, cria caza de conejos, pocas liebres y perdices. ind. y comercio: la agrícola; carretería y esportacion de leñas, carbon y piedras; importacion de vino, bacalao, arroz, legumbres, hortaliza y otros géneros de abaceria y merceria, que se despachan en 2 tiendas casi insignificantes. pobl. 104 vec., 452 alm. cap. prod. 1.384,780 imp. :61,270 contr.: segun el cálculo general de la prov. 9'65 por 100: el presupuesto municipal asciende á unos 8,000 rs. que se cubren con el producto de propios.
(Madoz, 1847, p. 244)

En el siglo XX; a partir de 1947, la población experimenta un notable crecimiento, debido en parte al asentamiento, en el municipio, de la Academia Militar de Ingenieros del Ejército de Tierra. En el edificio que hoy forma parte de las escuelas municipales se estableció también un hospital destinado a enfermedades respiratorias.
La población sigue aumentando, alimentada en gran medida por la llegada de nuevos vecinos que ocupan las numerosas urbanizaciones de nueva construcción.
En lo que el terreno económico se refiere, las tradicionales actividades de cantería desaparecen, debido a la prohibición de extraer piedra impuesta por el Parque Regional y en la actualidad depende fundamentalmente del sector servicios.

## Geografía

### Ubicación
Hoyo de Manzanares es un municipio de la comunidad de Madrid situado a 1002 m de altitud en la cara sur de la sierra homónima, limitando con los municipios de Torrelodones (el más próximo, situado a 7 kilómetros del núcleo municipal), Madrid (a través del Monte de El Pardo), Colmenar Viejo, Becerril de la Sierra (con un exclave situado en el Parque regional de la Cuenca Alta del Manzanares), Moralzarzal y Galapagar.
El punto más alto del municipio se encuentra en el monte del Estepar a 1403 m de altitud que, a su vez, es la cima más alta de la sierra de Hoyo de Manzanares. Su punto más bajo se encuentra en el valle del arroyo Manina, situado ligeramente por debajo de los 700 m (y haciendo frontera con el municipio de Madrid).
El territorio del municipio de Hoyo de Manzanares se divide en 4 pequeños valles drenados por los arroyos de Peregrinos (cuenca del Guadarrama), situándose en la cuenca de este la urbanización de La Berzosa. El Trofas, situándose en esta el núcleo del pueblo y, por debajo del núcleo municipal y a un kilómetro de este, la urbanización de las Colinas y, separada de esta, la del Berzalejo. Por último el arroyo Manina, encontrándose dentro de su cuenca la Base Militar y grandes fincas como la de Casablanca o la del Pendolero. Parte de la frontera norte también abarca la cuenca del arroyo Arenero.
| Noroeste: Moralzarzal | Norte: Becerril de la Sierra | Noreste: Colmenar Viejo |
| Oeste: Moralzarzal    |                              | Este: Colmenar Viejo    |
| Suroeste: Galapagar   | Sur: Torrelodones            | Sureste: Madrid         |

### Clima
Hoyo de Manzanares disfruta de un clima mediterráneo continentalizado que, gracias a su altitud y situación geográfica, presenta unas precipitaciones medias en torno a los 600 litros por metro cuadrado (algo elevadas para este tipo de clima), y temperaturas mínimas y, especialmente, máximas más moderadas que las que se alcanzan en la meseta sur. 
Las mínimas, en situaciones de calma atmosférica, son más elevadas que las de todos los pueblos de su entorno, situación particular ya que ello hace que las temperaturas en muchas noches de invierno sean más altas que en pueblos vecinos situados 100 y 200 metros por debajo de la altitud de Hoyo. Esto se debe a la protección hacia el norte que supone la Sierra de Hoyo que impide que el aire frío de la sierra llegue al pueblo y la ligera, pero constante, inclinación del pueblo, que dificulta que se asiente en el núcleo urbano el aire frío durante los periodos de inversión térmica.
Como referencia, podemos tomar las temperaturas que se registran en la estación de la base aérea de Colmenar Viejo (1010 m), siendo las máximas clavadas a las que se alcanzan en esta estación y las mínimas algo superiores debido a la situación que hemos mencionado anteriormente.
Así en invierno las mínimas medias rondan los 1-2 °C y las máximas los 7-8 °C teniendo frecuentes heladas y alcanzándose casi todos los años mínimas de -3 °C o inferiores. En zonas de La Berzosa, Las Colinas y las hondonadas de arroyos, sí que se pueden apreciar los efectos de la inversión térmica, así hay días en los que la mínima en el centro del pueblo no baja de los 2 °C pero se encuentran bajo cero en estas zonas (pudiendo ser la diferencia de 4 grados).
En verano las temperaturas mínimas rondan los 17-18 °C y las máximas los 29/30 °C, alcanzándose el mínimo de precipitación. A pesar de esto no es infrecuente que las mínimas lleguen a bajar hasta los 10 °C y las máximas se sitúen unos pocos días de julio y agosto por debajo de los 25 °C. Es interesante mencionar que, durante la década del 2010, en Hoyo la máxima temperatura que se registró fue de 38,4 °C, siendo generalmente la temperatura máxima veraniega de unos 36 °C.
Algunos datos extremos recogidos en una estación meteorológica del centro del pueblo desde 2013 arrojan que la máxima más alta se alcanzó el verano de 2021, siendo de 39,3 °C y la mínima recogida por la misma estación fue de -7,8 °C en el año 2017.
La época más lluviosa suele ser normalmente otoño, y en orden descendente le siguen primavera, invierno y verano. En cualquier mes del año pueden llegar a precipitar 100 mm o más, excepto en los meses de julio y agosto en los que rara vez caen más de 30 mm y en los que no es extraño que se lleguen a encadenar 30 días sin precipitación alguna. Así en Hoyo en varios agostos se han registrado 0,0 mm y al contrario, en marzo de 2018 llegaron a registrarse 220 mm, siendo ese marzo unas 5 veces más lluvioso que un marzo normal.
En los años secos las precipitaciones no bajan de los 400 mm y en los húmedos llegan a rozar los 800 mm.

### Medio ambiente
El término municipal se encuentra, en su totalidad, dentro del Parque Regional de la Cuenca Alta del Manzanares y de la Reserva de Biosfera homónima.
Asimismo, el municipio se encuentra adscrito a la Red de Municipios por el Águila Imperial Ibérica.
Existe una organización ambientalista independiente, el Grupo Ecologista El Alcornoque, dedicado a la defensa del medio ambiente y la sensibilización.
Igualmente, hay un centro municipal de información turística El Alcornocal (enlace roto disponible en Internet Archive; véase el historial, la primera versión y la última). que realiza actividades en el medio natural y un centro privado de educación ambiental, el Aula Apícola Sierra de Hoyo centrado en la interpretación de los usos tradicionales, particularmente la apicultura.

## Demografía
Cuenta con una población de 9178 habitantes (INE 2024).
| Gráfica de evolución demográfica de Hoyo de Manzanares entre 1842 y 2021                                              |
| |
| Población de derecho según los censos de población del INE. Población de hecho según los censos de población del INE. |

Pirámide de población
Del análisis de la pirámide de población se deduce lo siguiente:
- La población menor de 20 años es el 23,1% de la población total.
- La población comprendida entre 20-40 años es el 23,6%
- La población comprendida entre 40-60 años es el 34,2%
- La población mayor de 60 años es el 19,1%

Si bien la estructura de la población es típica en el régimen demográfico moderno, con una evolución hacia un envejecimiento de la población y una disminución de la natalidad anual, sin embargo presenta algunas peculiaridades: una de ellas es un apreciable repunte en la natalidad en los últimos tres lustros contabilizados y la otra es una ligera artificialidad en el segmento de población adulta que responde al empadronamiento masivo de los tiempos recientes.
Evolución de la población
Los diferentes censos de población desde 1842, tanto de hecho como de derecho, de Hoyo de Manzanares indican dos momentos de retroceso poblacional seguidos de periodos de recuperación del número de habitantes perdidos, con consolidación del crecimiento. La primera crisis, que acontece durante la segunda mitad del siglo XIX y termina en la segunda década del siglo XX y que es común a la mayoría de los municipios rurales de España, es debida a la Desamortizacion de Madoz, siendo el municipio muy afectado, ya que fue uno de los de mayor superficie vendida a manos privadas: prados y montes del pueblo dejaron de ser explotados por los vecinos, pasando a ser meras fincas de recreo y caza, lo que conllevó la emigración de muchos habitantes. Tal es el impacto que Hoyo de Manzanares no recuperará el número de habitantes que tenía en 1842 hasta finales de la década de 920, casi noventa años después.
La recuperación se produce, principalmente, por dos motivos: el primero porque los especialistas médicos de la época descubren en la sierra de Guadarrama un entorno favorable para la convalecencia y recuperación de enfermedades respiratorias, sobre todo de la tuberculosis, proporcionando Hoyo de Manzanares una de las mejores ubicaciones, además de una positiva proximidad a la capital madrileña. El segundo motivo, bien influido por el anterior, fue la conversión del pueblo en destino vacacional. La llegada, en 1947, de la Academia de Ingenieros del Ejército, ayudó notablemente al aumento de la población, que se dispara en las décadas siguientes con la progresiva construcción de nuevas viviendas y urbanizaciones.
Pese a esta circunstancia, a mediados de los años 80 del siglo XX ocurre la segunda crisis poblacional referida, provocada por la creación en 1985 del parque regional de la Cuenca Alta del Manzanares: Al incluir dentro de sus límites todo el término municipal, el pueblo quedará enteramente sometido a las nuevas normas del Parque, lo que conllevará la prohibición de muchas actividades laborales, como la tradicional cantería. Tal fue el impacto que en solo un año Hoyo perderá un 20 % de la población empadronada (3066 vecinos en 1985 por solo 2507 en 1986), lo que provocará que la crisis no solo sea social, sino también económica (el pueblo no recuperaría la población de hecho que tenía en 1981 hasta diez años después).
Sin embargo, la recuperación de este escenario de crisis fue rápida ya que, aunque Hoyo de Manzanares ha quedado muy limitado a nuevos crecimientos desde entonces, se han ido colmatando las núcleos urbanos y una gran parte de los vecinos que solo veraneaban en el pueblo han pasado a establecerse definitivamente en él.
| Gráfico de detalle de la evolución de la población de Hoyo de Manzanares entre 1985 y 2019                        |
| --- |
| |
| |
| Gráfica elaborada por Wikipedia sobre la base de los datos del Instituto de Estadística de la Comunidad de Madrid |

## Transportes

### Autobuses interurbanos
Dan servicio a Hoyo de Manzanares las líneas 610, 611 y 611A, operadas por la empresa Larrea - Grupo Avanza, integradas por concesión en el Consorcio Regional de Transportes de Madrid.
El 610, que circula de lunes a viernes laborables, comunica el propio pueblo, la Urbanización Parque de Las Colinas y la Academia de Ingenieros del Ejército con Torrelodones y con Colmenar Viejo.
El 611 comunica con Madrid capital en el intercambiador de Moncloa a la Ciudad Residencial La Berzosa, al pueblo y, con una alternancia definida, a la Urbanización Parque de Las Colinas y a la Academia de Ingenieros del Ejército. Circula todos los días y dispone de servicio nocturno los viernes, sábados y vísperas de festivo.
Y el 611A, que circula de lunes a viernes laborables, comunica también con Madrid capital en el intercambiador de Moncloa a la Urbanización Parque de Las Colinas, al pueblo y a la Academia de Ingenieros del Ejército.
El núcleo urbano de la colonia de El Berzalejo no tiene servicio de transporte público.

### Ferrocarril
El término municipal carece de estación de tren, si bien a unos 10 km se encuentra la estación de Torrelodones y a unos 12 km la estación de Las Matas, ambas con servicio de las líneas de Cercanías C3, C8 y C10. La segunda está comunicada con Hoyo de Manzanares gracias a la 611A y algunas expediciones de la 611.

### Taxi
También se disponen de cuatro licencias de taxi que dan servicio a la localidad.

### Transporte aéreo
Los aeropuertos más cercanos a Hoyo de Manzanares son:
- Aeropuerto de Madrid-Barajas, a 48 km, que ofrece un completo abanico de vuelos tanto nacionales como al extranjero.
- Aeropuerto de Madrid-Cuatro Vientos, a 37 km, de uso conjunto civil-militar ofrece servicios de escuela de vuelo y aviación ejecutiva.

## Administración y gobierno

### Ayuntamiento
La administración política del municipio se realiza a través de un ayuntamiento de gestión democrática, cuyos componentes se eligen cada cuatro años por sufragio universal. El censo electoral está compuesto por todos los residentes empadronados en Hoyo de Manzanares, mayores de 18 años y con nacionalidad de cualquiera de los países miembros de la Unión Europea.
Según lo dispuesto en la Ley del Régimen Electoral General, que establece el número de concejales elegibles en función de la población del municipio, la Corporación Municipal estuvo formada por 11 ediles hasta 1999, pasando a 13 en las elecciones locales de ese año, número que se mantiene en la actualidad.
Tras las elecciones de 2007 el alcalde fue José Antonio Antolínez Sousa, del Partido Popular, pero tras una moción de censura y una serie de vicisitudes judiciales, la alcaldía la ejerció Ramón Regueiras, del PIPH. Tras celebrarse las elecciones municipales del 22 de mayo de 2011, la alcaldía pasó a manos del Partido Popular con 8 concejales, siendo nombrado alcalde José Ramón Regueiras García. Este partido se mantuvo en el poder hasta el año 2019.
Tras las elecciones de 2019 salió elegido como alcalde Julián Carrasco (PSOE). En 2023, salió elegida Victoria Barderas (PP).
La lista de los alcaldes de Hoyo de Manzanares desde la instauración de la democracia es la que sigue:
| Periodo       | Nombre del alcalde           | Partido político |
| ------------- | ---------------------------- | ---------------- |
| 1979 - 1983   | Francisco Martínez Blasco    | AI               |
| 1983 - 1987   | Francisco Martínez Blasco    | Independiente    |
| 1987 - 1991   | José Luis Salmerón Yago      | AP               |
| 1991 - 1995   | Francisco Martínez Blasco    | Independiente    |
| 1995 - 1999   | José García Blasco           | PP               |
| 1999 - 2003   | José Luis Gervás Lorente     | HST              |
| 2003 - 2007   | Fernando Esteban Núñez       | PSOE             |
| 2007 - 2008   | José Antonio Antolinez Sousa | PP               |
| 2008 - 2011   | José Ramón Regueiras García  | PIPH             |
| 2011 - 2015   | José Ramón Regueiras García  | PP               |
| 2015-2019     | José Ramón Regueiras García  | PP               |
| 2019-2023     | Julián Carrasco Olmo         | PSOE             |
| 2023-presente | Victoria Barderas García     | PP               |

La composición del pleno después de las elecciones municipales del 2019 es la siguiente:
| Partido político      | Concejales |
| --------------------- | ---------- |
| PP                    | 4          |
| PSOE                  | 4          |
| IU - Podemos          | 2          |
| Unidos Por Hoyo (UXH) | 1          |
| Ciudadanos            | 1          |
| VOX                   | 1          |

Pleno municipal
El Pleno Municipal constituye el órgano de máxima representación política de la ciudadanía en el gobierno municipal. Tiene entre otras competencias la aprobación de las Ordenanzas Municipales, los presupuestos municipales, los planes de ordenación urbanística y el control y fiscalización de los órganos de gobierno. El Pleno es convocado y presidido por el alcalde, y está integrado por los 13 concejales.
Áreas municipales
La gestión ejecutiva municipal está organizada en áreas de gestión al frente de las cuales hay un concejal del equipo de gobierno. Cada área de gobierno tiene varias delegaciones en función de las competencias que se le asignan y que son variables de unos gobiernos municipales a otros. Las áreas actuales de gestión del Ayuntamiento son las siguientes:
- Alcaldía, Seguridad Ciudadana, Hacienda, Innovación, Organización Municipal, Deportes, Personal, Cultura, Festejos, Juventud, Comunicación, Desarrollo Sostenible y Empleo, Turismo, Medio Ambiente y Obras, Bienestar Social, Familia e Igualdad, Educación, Sanidad, Accesibilidad, Movilidad y Urbanismo.

### Administración autonómica
El Gobierno de la Comunidad de Madrid es el ente ejecutivo autonómico para los 179 municipios que la integran. Algunas de las competencias que gestiona son la educación no universitaria, la sanidad pública y la ordenación del territorio y se rige por la Ley 1/1983, de 13 de diciembre, de Gobierno y Administración de la Comunidad de Madrid, en su última revisión, de 3 de marzo de 2017.

### Administración judicial
El municipio pertenece al partido judicial número 19 de los 21 en que se divide la Comunidad de Madrid, cuyos juzgados de primera instancia e instrucción se encuentran en la ciudad de Colmenar Viejo, en la calle Claret, 13. El municipio dispone de un juzgado de paz, ubicado en la calle San Sebastián, 6 que desarrolla las competencias propias de esta figura jurídica.

## Educación
En Hoyo de Manzanares hay dos guarderías (una privada llamada  (enlace roto disponible en Internet Archive; véase el historial, la primera versión y la última). y una pública, Los Tajetes), un colegio público de educación infantil y primaria y un instituto de educación secundaria.
Existe asimismo una institución privada de enseñanza superior, la Universidad Antonio de Nebrija, y un Centro de Educación Ambiental, el Aula Apícola Sierra de Hoyo.

## Academia Militar y Campo de Tiro
En Hoyo de Manzanares se encuentra situada la Academia de Ingenieros y la Escuela Militar de defensa NBQ así como el campo de tiro 'El Palancar' que ocupa buena parte de la Sierra de Hoyo.
Dentro del recinto militar se llevaron a cabo las últimas ejecuciones del franquismo, siendo fusilados los miembros del FRAP José Humberto Baena Alonso, Ramón García Sanz y José Luis Sánchez Bravo.

## Cultura
El patrimonio de Hoyo de Manzanares es natural y arquitectónico, este último dependiente de las casas de piedra que, si bien reducidas debido al crecimiento urbanístico, constituyen el paisaje urbano de la villa. Varios edificios de la Plaza Cervantes (como la Casa de Cultura y las antiguas escuelas municipales, actualmente el centro de salud) y de la Plaza Mayor (el Ayuntamiento, entre otros) están construidos en granito, como el resto de las casas tradicionales del pueblo y de muchas villas construidas en la primera mitad del siglo XX. Algunos edificios de la Colonia Vindel, fundada por Marcelo Usera, el mismo que promovió la barriada de su nombre en Madrid, tienen un valor urbanístico.
Existen unas tumbas antropomórficas probablemente visigodas, el cementerio municipal, en el que, además de los vecinos difuntos, yacen numerosos fallecidos en el antiguo hospital y donde fueron también enterrados los últimos fusilados del régimen franquista y, además, un cementerio hebreo. Las tres necrópolis se encuentran colindantes lo que resulta una peculiaridad única.
El antiguo hospital de tuberculosos es el escenario de la novela Pabellón de reposo (1943) de Camilo José Cela, que debió reponerse de una afección pulmonar en Hoyo de Manzanares en el verano de 1942.
En el término municipal de Hoyo de Manzanares ha sido localización de muchas películas. Existen unos antiguos decorados de cine, donde se rodaron, en las décadas de 1960 y 1970, numerosas películas, principalmente spaghetti westerns (entre ellos, Por un puñado de dólares, La muerte tenía un precio, El bueno, el feo y el malo, y otras menos conocidas como Tres hombres buenos, Antes llega la muerte, ¿Quién grita venganza?, Garringo, La furia de los siete magníficos, Land Raiders, Le pistole non discutono, etc.). También se rodaron exteriores de Orgullo y Pasión y en decorados representando Chicago se rodaron Flamingo Bar o Tiempos de Chicago.
En la finca de El Pendolero, el director de cine Carlos Saura situó la acción de dos de sus filmes más conocidos, Ana y los lobos (1972) y su continuación Mamá cumple cien años (1979). Algunas secuencias de Los 2 lados de la cama también tienen como escenario el casco urbano de Hoyo de Manzanares.
Más recientemente, los exteriores de la serie de televisión El internado, se ruedan en este término municipal, concretamente en las dependencias de la Universidad Antonio de Nebrija.
En el año 1999, al realizarse una ampliación del cementerio municipal, se descubrió una necrópolis visigoda en la zona conocida como "paraje de La Cabilda", un entorno natural protegido, integrado en el parque regional de la Cuenca Alta del Manzanares. El reciente yacimiento, llamado yacimiento arqueológico de La Cabilda, sigue ampliando su zona de extensión, con colaboración de voluntarios que se inscriben en el Ayuntamiento de Hoyo de Manzanares, para participar en las diversas campañas de excavación que se están organizando desde el año 2014.
Desde el año 2003, toda la información política, cultural, municipal y deportiva está recogida en un periódico local: La Voz de Torrelodones y Hoyo de Manzanares, que se edita mensualmente. Diariamente esta información está recogida en la página web: http://www.lavozdetorreyhoyo.es

## Hermanamientos
- La Grande-Motte (Francia)